# Barnumbirr
Nella mitologia Yolngu, Barnumbirr è uno spirito-creatore della Terra di Arnhem in Australia, che è identificato come il pianeta Venere. Ha guidato i primi umani, le sorelle Djanggawul, in Australia. Il sorgere di Barnumbirr nel cielo prima dell'alba segna un'importante cerimonia dello Yolngu. Mentre si avvicina, nelle prime ore prima dell'alba, disegna dietro di sé una corda di luce attaccata all'isola di Baralku sulla Terra, e lungo questa corda, con l'aiuto di un "Morning Star Pole" riccamente decorato, le persone sono in grado di comunicare con i loro antenati.
Dopo aver attraversato la costa vicino a Yirrkala, Barnumbirr volò attraverso la terra da est a ovest, creando una canzone australiana che creò gli animali, le piante e le caratteristiche naturali della terra.